# 緊身連衣褲
緊身連衣褲（英語：Catsuit）是一款緊身衣的術語，該款衣服涵蓋了整個身體。緊身連衣褲大多數使用尼龍。主要用途有演出、攝影、體驗及感受全包緊身衣所帶來的樂趣。

## 穿著方法
大部份緊身連衣褲採用背拉鍊式，穿著者開啟衣物的拉鍊後，將手和腿放於衣物相應的位置，再將背部的拉鍊拉上至頸部。此後把剩下的拉鍊拉盡好，便能成功穿著。

## 流行文化

### 演出

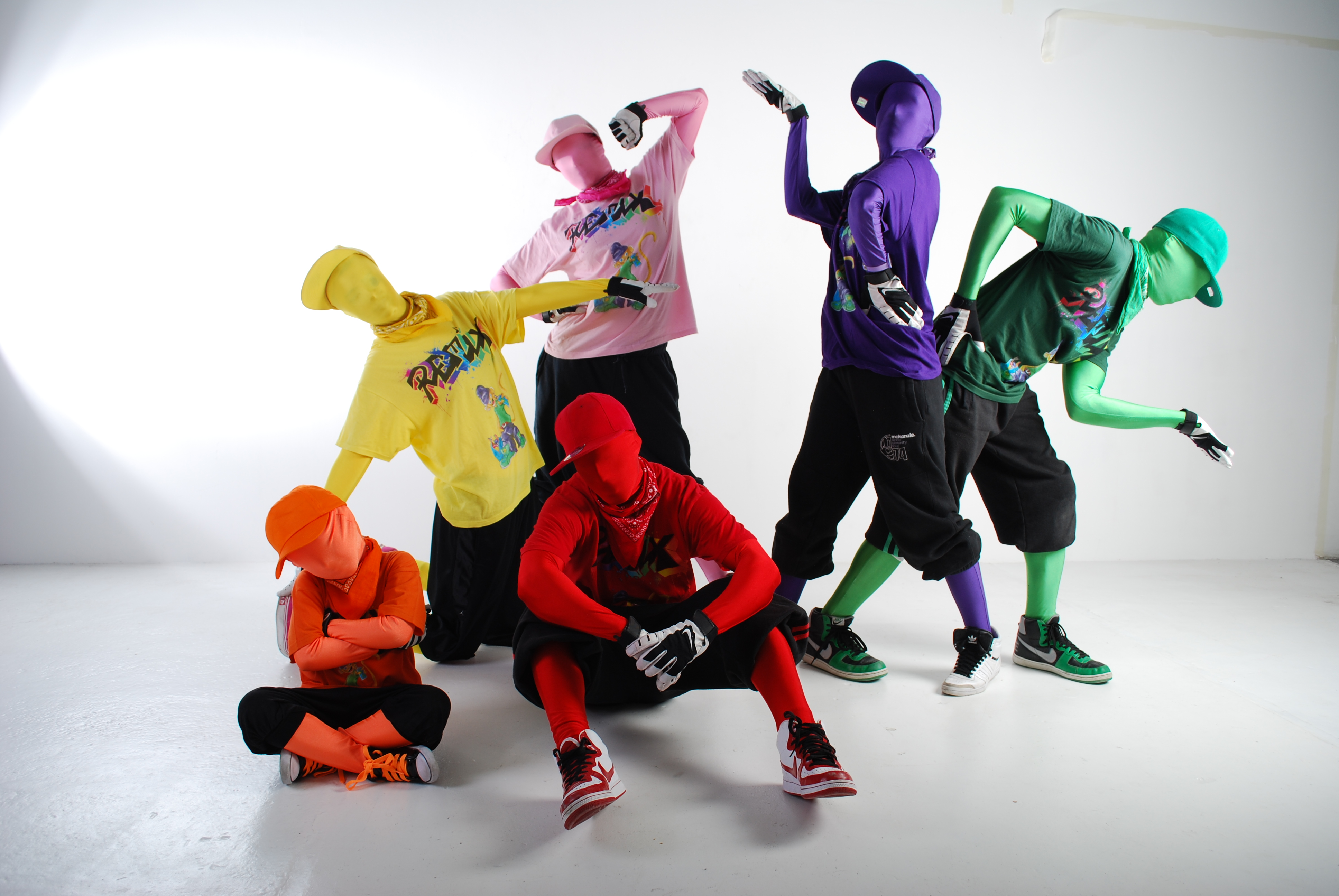
英國一個舞蹈團穿著全包緊身衣演出

全包緊身衣有時候會被用於劇場、電視廣告、電視劇等演出，如蜘蛛人等，因可製造特出的效果。或是在拍攝期間需使用電腦特效時，供替身穿著使用。

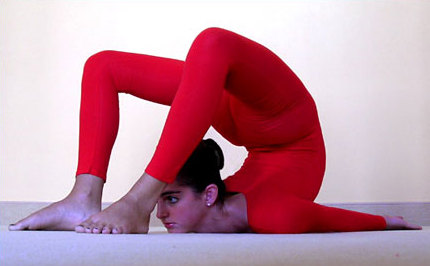
穿著緊身衣的軟骨功表演者

軟骨功表演者通常會穿著緊身衣來展現身體彎曲時的曲線。

### 攝影

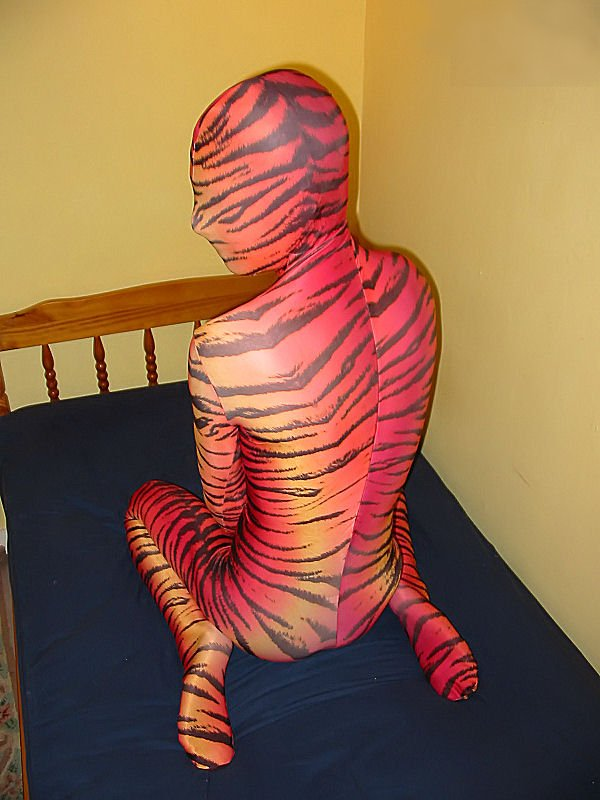
使用全包緊身衣的個人攝影

因穿著全包緊身衣時，會被包裹全部身體部份，可突出身體的曲線或其他特徵，可拍攝幪面的特別照片又顯出身體特徵。

### 感受快感
因緊身連衣褲包裹全身，故部份穿著時會因碰到睪丸、胸部、臀部、陰莖等器官而感到興奮，故會穿著來感受衣物快感，甚至進行自慰。

## 例子

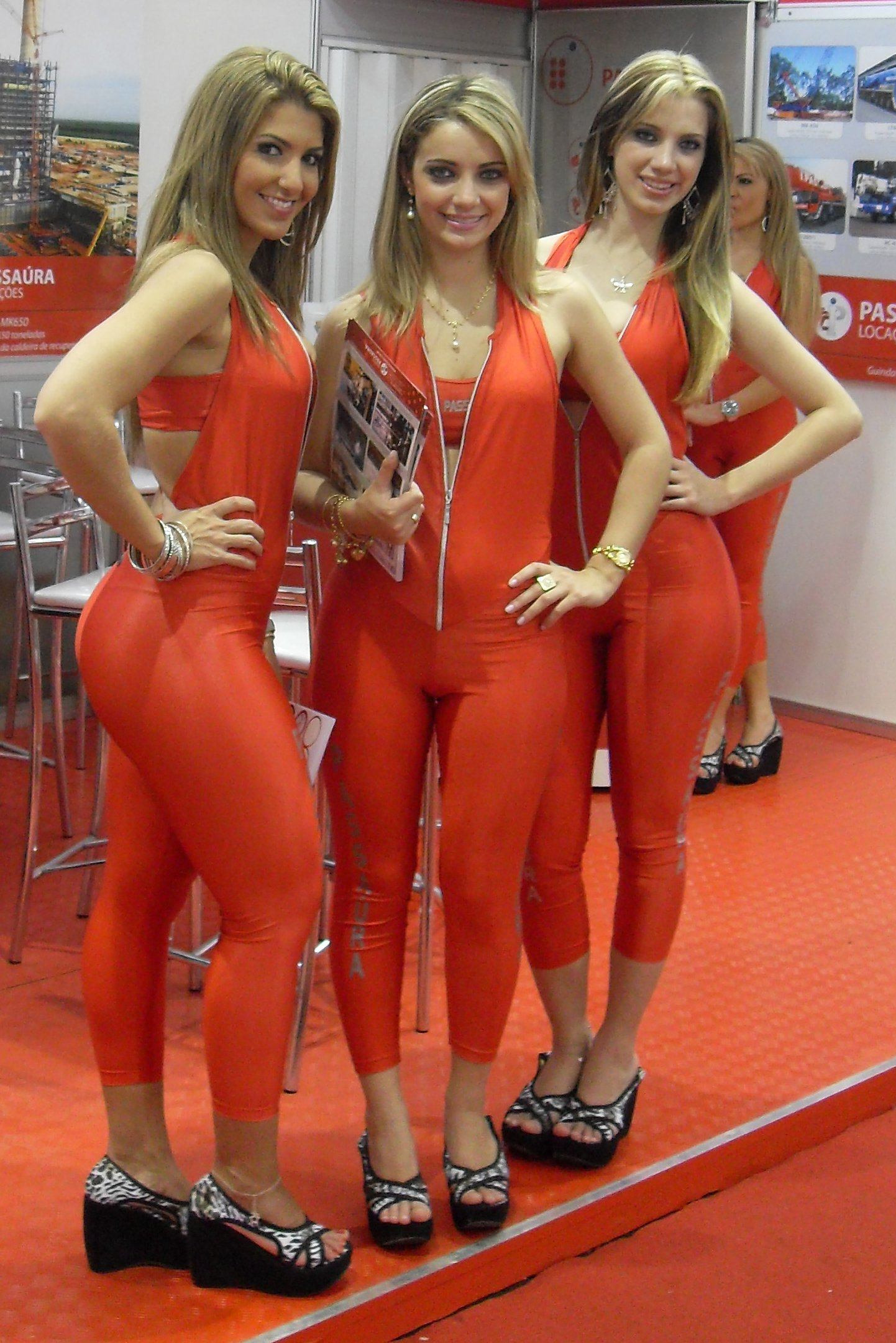
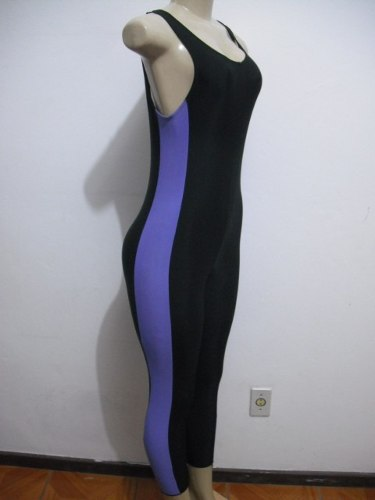